# 出世大相撲
出世大相撲は、テクノスジャパンが開発しSNKが発売した、大相撲を題材としたスポーツゲーム。1984年に発売された。X68000、PlayStation 4、Nintendo Switchにも移植された。現在はテクノスジャパンの版権を引き継いだアークシステムワークスが権利を持っている。

## ゲームの内容

### 特徴
大相撲を題材としたアーケードゲームでは最も古く、家庭用ゲームを入れても『大相撲』（データイースト、『出世大相撲』と同年〈1984年〉に発売された）と並んで、大相撲ゲームの先駆けとなったソフトである。また大相撲ゲームでは初めて、各力士の四股名が付けられ、実力差も付けられた作品だった（データイーストの『大相撲』では四股名や実力差が付けられなかった）。
実際の大相撲の流れが忠実に再現されているのが、このゲームの最大の特徴である。行司、勝負審判、呼出はもちろん、立合い（行司の「待ったなし」の掛け声もある。その為、待ったはない）や物言い、手刀、塩撒きや仕切りなどの所作、懸賞（ただし、懸賞札には実際とは異なり、企業や個人等のタニマチの名前ではなく、ボーナス点〈100点及び1000点。札の数だけ勝った時にボーナス点として貰える〉とテクノスジャパンの名前が書かれている）などの所作、更には大相撲独特の儀式（弓取式、横綱土俵入り〈太刀持ち、露払も従えている〉）や座布団の舞、幕内最高優勝力士表彰も再現されている。一方でオリジナリティも取り入れており、観客にタイガー・ジェット・シン（ザ・ビッグプロレスリングからの出向）がいたり、福田哲夫（データイースト創業者。勝負審判を務めたり、幕内最高優勝力士表彰にも登場して、プレイヤーに賞状を渡したり、ゲーム進行上重要な役目を果たしている）がいたりしている。
相手となるそれぞれの力士には個性があり、得意技や立ち回りだけでなく、顔や土俵に上がる際の仕草、仕切りにまで個性が設定されている。
合成音声で喋るのもこのゲームの特徴。前述の「待ったなし」「勝負あり」といった行事の掛け声、「どすこい」「いてーでごわす!」という力士の喋りのほか、物言いのときは「ちょっと待った!」、コインを投入したときは「ごっつぁんです」と喋る。呼出は合成音声で喋らないものの、PSGによるメロディーでうまく表現されている。
番付は、幕下、十両1〜4枚目、前頭1〜5枚目、小結、関脇、大関、横綱で構成。幕下から前頭までは勝ち星の個数（2勝か3勝）によって次場所の番付が決まるが、小結以降は勝ち星の個数に関係なく、勝ち越すと次場所の番付は1つずつ昇進する（小結→関脇→大関→横綱の順）。小結以上に昇進すると、「満員御禮」の垂れ幕が掛かる。
横綱に昇進すると、初日の前に横綱土俵入りが行われる。四股を踏むと、土俵上にいる行司、太刀持ち、露払が土俵から飛び上がるコミカルな演出がなされる。
横綱昇進以降に3戦全勝を飾ると、「全勝優勝」となり千秋楽後に幕内最高優勝力士表彰が行われ、福田から賞状が手渡され、プレイヤーの力士が飛び上がる演出がある。また横綱を倒すか、幕内最高優勝力士表彰を受けると座布団の舞が行われ、座布団や祝儀袋、扇子など様々な物が土俵に投げ込まれる。
ゲームオーバーの画面では、弓取式が行われる。

### ゲームの流れ
コインを投入し、スタートボタンでゲームを開始する。2クレジットで2人プレイもできるが、対戦ではなく、各プレイヤーが交互に1人プレイと同じゲーム内容をプレイすることになる。
ゲームを開始するとまず自身の四股名を入力するネームエントリー画面になる。四股名は最大4文字で、五十音字のひらがな（濁点、半濁点付きの物もある）と「ー」「ノ」、および4文字目のみ一部の漢字（山、川、里、海、谷、花、洋の7文字）が選択可能。無入力の場合は「てくの山」となる。ただし、この画面の五十音字には「じ」がなく「ず」が2つあるミスがあり、「じ」は四股名に使用できない。これはいずれの移植版でも修正されず再現されている。また、一部の卑猥な単語（女性の身体の一部分を指す俗称）を入力すると画面左にいる呼出の太鼓叩きがプレイヤーを威嚇するような高速連打に変わり、このまま決定すると呼出に「マジメニヤレ」と怒られて四股名を「すけべ川」に強制的に変更される。なお、四股名はゲーム中の画面上部に表示され、ゲームオーバー時には番付表の西方に、番付に応じた位置に登録される。
取組は実際の大相撲とは異なり、3番勝負である。初日、中日、千秋楽で構成され、横綱以外では2勝以上を挙げて勝ち越しを決めると、次場所では勝ち星に応じて番付が上昇するが、2敗し負け越しが確定するとその時点でゲームオーバー。ゲームオーバー時には番付が表示され、終了時点での番付を確認できる。
対戦力士は張り手を喰らったり、プレイヤーに4回以上技をかけられたり、長い時間勝負が決まらなかったりすると、全身を真っ赤にして怒り出す。怒り出すと攻撃力が格段に上昇し、張り手を次々に繰り出してくるようになるが、暴走しだすため、隙も大きくなる。
本場所は初場所、夏場所、秋場所、九州場所の4つで構成されている。この4つの場所がループして進行する。各場所の違いは場所開始時の名前表示のみで、それ以外の差異はない。
横綱に昇進したあとは在居場所数がカウントされ、場所にかかわらず同じ取組内容の繰り返しとなる。また、全勝で場所を終えるたびに幕内最高優勝力士表彰があり、「ごほうび」として20,000点のボーナス点が得られる。しかし、昇進以降の負けは一切許されなくなり、1敗を喫した時点でただちにゲームオーバーとなる。横綱在位99場所を越えると、横綱在位0場所となり横綱昇進時の土俵入りが再び行われ、さらにこの場所でも優勝すると再び横綱在位1場所の表示になって土俵入りが行われ以降はループとなる。
プレイヤーが負けた際（とくに、土俵際まで押したがうっちゃりで返された時なと）、まれに物言いが発生することがある。この場合、勝負審判が土俵に上がって協議する演出のあと、必ず負けが無効となり取り直し（再試合）となる。

### 操作方法
ジョイスティック（または十字キー）と2つのボタン（左ボタンをハッキョイボタン、右ボタンを気合一発ボタンとする）を利用。ジョイスティックのみ、またはハッキョイボタンとの組み合わせで次のような動作をする。
- 立合いの際、タイミングを示す数字が相手力士の下に表示され高速にカウントダウンされる。この数字がプラス（早い）かつ0に近いタイミングでハッキョイボタンを押すと、強く当たることができ、相手を大きく弾き飛ばして優勢となる。
- ↑ですかし、↓ではたき。→+ハッキョイボタンで突っ張り、 ↘ +ハッキョイボタンで張り手となる。相手の廻しを取ったり取られたりした時は、ハッキョイボタンで連打することによって、「根性」のゲージが満杯になり勝負をかけることができる。
- プレイヤー及び敵力士が、かける事のできる決まり手は次の通り。突き出し、突き倒し、押し出し、寄り切り、浴びせ倒し、上手投げ、掬い投げ、外掛け、引き落とし、叩き込み、吊り出し、うっちゃり、送り出し。また非技の一つである勇み足も再現されている。
- 相手と組んだ時には、「根性」のゲージが出現し、ハッキョイボタンを連打して満杯になるとジョイスティックとの組み合わせで技をかけたり、土俵際まで押し込んだりできる。
- 逆に相手に組まれてしまった時には、「辛抱」のゲージが出現し、ハッキョイボタンを連打して満杯にできないと相手から技をかけられてしまう。
- 気合一発ボタンを押すと、「キアイ」マークを1個消費して気合を発動でき、一定時間すべての技が強力になり、「辛抱」「根性」のゲージもたまりやすくなる。「キアイ」マークは最初3個持っている。
- プレイヤーが技をかけるたびにたまる星印を4つ集めるか「辛抱」ゲージを満杯にすると、「キアイ」マークが1個増え、30個までストックできる。

## 出場力士
プレイヤーは黒の廻しをしている。またゲームオーバー後の番付の場面では、西方に所属し、東方の力士と対戦していることがわかる（取組編成の方式では、東西制〈1909年6月の両国国技館開館以降1931年までと1940年1月から1947年6月まで採用〉に該当する）。尚、力士名の後ろにある角括弧は、初期設定の番付、丸括弧は、その力士が所属している相撲部屋、山括弧は実在もしくはモデルとなった力士及び相撲部屋である。

### 実際に対戦する力士（東方）
よわの里［幕下］（こどもべや〈子供部屋〉）
黄色の廻しをしている。外掛けが得意。対戦力士の中で最弱。突っ張りを殆ど打ってこないため、辛抱のメーターを満杯にすることでしか「気合い」マークを溜めることが出来ない。
とっつき［十両4枚目］（でわのべや〈出羽海部屋〉）
黄緑色の廻しをしている。上手投げが得意。
にげの谷［十両3枚目］（いつつべや〈井筒部屋〉）
灰色の廻しをしている。肩透かしが得意で、土俵際まで追い詰めても、いなされて逆転負けを喫することがある。眼鏡を着用しており、眼鏡が外れる演出もある。
つりの山［十両2枚目］（たこさごべや〈高砂部屋〉）
オレンジ色の廻しをしている。ひげとあごひげを顔面いっぱいに生やした怪力力士。名前の通り、吊り出しが得意。
とんきち［十両1枚目］（てつこのへや〈徹子の部屋〉）
水色の廻しをしている。突っ張りが得意。体勢を低くする平蜘蛛型の仕切りが特徴。尚、とんきち以降の相手には張り手を2発浴びせないと怒らない。
おしん花［前頭5枚目］（とうほくへや）
純白の廻しをしている。掬い投げが得意。NHK総合の連続テレビ小説『おしん』を意識した力士。柔和な顔つきが特徴。
にたり川［前頭4枚目］（ふたりのへや）
黄色の廻しをしている。肩透かしが得意。名前の通り、いつもにやにやしている笑い顔が特徴。
がぶり山［前頭3枚目］（よつすきべや）
とっつきと同じ容貌。またとっつきと同じく黄緑色の廻しをしている。がぶり寄りが得意。一旦がぶられると、土俵際まで寄り切られる。
はりが洋［前頭2枚目］（はなかごべや〈花籠部屋〉）
とんきちと同じ容貌。クリーム色の廻しをしている。名前の通り突っ張りが得意。また張り手の威力も強い。尚、はりが洋以降の相手には張り手を3発浴びせないと怒らない。
おもろ谷［前頭1枚目］（かすがべや〈春日野部屋または春日山部屋〉）
にたり川と同じ容貌。ピンク色の廻しをしている。引き落としが得意。にたり川と同じくいなす戦法で攻めてくる。
はたき川［小結］（ふたごべや〈二子山部屋〉）
にげの谷と同じ容貌。ベージュの廻しをしている。名前の通り叩き込みが得意。いなして叩くのが彼の戦法。にげの谷と同じく眼鏡を着用しており、眼鏡が外れる演出もある。
おおくに〈大乃国〉［関脇］（やねうらべや）
おしん花と同じ容貌であるが、初めて登場する実在の力士をモデルにした力士である（大乃国）。緑色の廻しをしている。がぶり寄りが得意。対戦相手は全員東方だが、おおくにのみ西方（プレイヤーの所属する方）にも番付上では記載が見られる。
くまの洋［大関］（あるぷすべや）
つりの山と同じ容貌。赤色の廻しをしている。
ふたば山〈双葉山〉［横綱］（ときつかぜべや〈時津風部屋〉）
このゲーム唯一の実在かつ実名力士。ピンク色の廻しをしている。掬い投げが得意。対戦力士の中で最強であり、気合を使用してもあまり押し返すことができない。

### 番付のみに見られる力士（西方）
西方の力士は、ゲームオーバーの番付に記載される画面のみ見られる。東方の力士とは異なり、実在の力士を変名にした力士が多い。
下の一覧は、プレーヤーが幕下でゲームオーバーとなった場合のもの。プレーヤーが出世してゲームオーバーとなった場合、プレーヤーの番付から下の力士が一つずつ下に降格した形で表示される。たとえば、プレーヤーが横綱まで出世してゲームオーバーとなった場合、てくの山が大関、ごまじおが関脇、おおくにが小結……かなやすが幕下となる。この入れ替わった番付表は基板の電源をオフにするまで維持されており、以降のプレイにも引き継がれる（他のゲームにおけるスコアランキング的な役割となっている）。
てくの山［横綱］
ごまじお〈朝潮〉［大関］
おおくに〈大乃国康〉［関脇］
ほしの〈北勝海〉［小結］
だいけつ〈大徹〉［前頭1枚目］
さかぼこ〈逆鉾〉［前頭2枚目］
さいすり〈斉須〉［前頭3枚目］
たかめ山〈高見山〉［前頭4枚目］
とっとり［前頭5枚目］
ふくだ川［十両1枚目］
かゆけつ〈魁傑〉［十両2枚目］
ぼり川［十両3枚目］
かなやす［十両4枚目］
プレーヤー［幕下］

## 移植版
| No. | タイトル                                                             | 発売日        | 対応機種        | 開発元           | 発売元     | メディア                                | 型式       | 備考               |
| --- | -------------------------------------------------------------------- | ------------- | --------------- | ---------------- | ---------- | --------------------------------------- | ---------- | ------------------ |
| 1   | ビデオゲームアンソロジー Vol.8 エキサイティング・アワー / 出世大相撲 | 1994年2月25日 | X68000          | マイコンソフト   | 電波新聞社 | フロッピーディスク                      | -          | アーケード版の移植 |
| 2   | 出世大相撲                                                           | 2014年1月22日 | PlayStation 4   | テクノスジャパン | ハムスター | ダウンロード （アーケードアーカイブス） | CUSA-01668 | アーケード版の移植 |
| 3   | 出世大相撲                                                           | 2019年7月11日 | Nintendo Switch | テクノスジャパン | ハムスター | ダウンロード （アーケードアーカイブス） | -          | アーケード版の移植 |

X68000版
シャープのX68000で電波新聞社がリリースしていた『ビデオゲームアンソロジー』のシリーズ第8弾として発売。同じテクノスジャパンが開発したプロレスリングゲーム『エキサイティング・アワー』とのカップリングで移植。アーケード版にきわめて忠実な移植となっている。
アーケードアーカイブス版
PS4用は2014年1月22日に発売、Nintendo Switch用は2018年2月8日に発売。アーケード版の忠実な移植だが、一部実名が架空の名前に変更されている（てつこのへや→えつこのへや、ふたば山→ふたま山、ときつかぜべや→おきつかぜべや）。